# Epifaniusz z Salaminy
Epifaniusz z Salaminy (cs. святитель Епифа́ний Ки́прский, gr. Ἐπιφάνειος Κύπρου; ur. ok. 315 w Besanduk w Palestynie, zm. 403 w Salaminie) – pisarz wczesnochrześcijański, biskup na Cyprze, święty Kościoła katolickiego i prawosławnego.

## Życie i działalność
Urodził się w żydowskiej rodzinie, lecz został nawrócony na chrześcijaństwo. Spędził wiele lat jako pustelnik i mnich. Znał bardzo dobrze wiele języków m.in. hebrajski, syryjski, egipski, grecki i łaciński. Od 333 kierował założonym przez siebie ośrodkiem monastycznym w judejskim Eleutheropolis. W 367 został biskupem cypryjskiej Salaminy (Constantii). Mimo to zachował zakonny ubiór i nadal prowadził monastyczny tryb życia, który wykształcił w nim surowość, skłonność do ascezy i bezkompromisowość w sprawach wiary.
Był uznawany za wielkiego erudytę. Nauczał o pierwszeństwie Piotra wśród apostołów. Zwalczał kult obrazów (m.in. w kościele w Anblata rozdarł zasłonę z wizerunkiem Chrystusa, ponieważ jej umieszczenie było jego zdaniem sprzeczne z doktryną Pisma Świętego). Przeciwstawiał się stanowczo Orygenesowi, którego uważał za heretyka. Za praktyki heretyckie uważał też szerzące się wtedy objawy kultu Marii w sekcie kolyrydian, która oddawała jej nadludzką cześć. W Arabii powstał kult Marii jako bogini, której kobiety składały w ofierze placuszki zwane kollyrydia, stąd nazwa kollyrydianki. Ich przeciwnikami byli antydikomarianici, uważający Maryję za najzwyczajniejszą kobietę. W tym też czasie Helwidiusz i Bonosus przeczyli dziewictwu Marii. Spotykała ich ostra odprawa ze strony Ambrożego i Hieronima. Były to jednak herezje pozostające na marginesie Kościoła.

## Kult
Po śmierci Epifaniusz otoczony został kultem, a wspomnienie liturgiczne w Kościele katolickim wyznaczone jest na 12 maja, szczególnie uroczyście na Cyprze, gdzie znajdują się zarówno wyznawcy katolicyzmu jak i prawosławia.
Cerkiew prawosławna wspomina świętego biskupa 12/25 maja, tj. 25 maja według kalendarza gregoriańskiego.

### Łaciński patriarchat Jerozolimy
W kalendarzu własnym Łaciński patriarchat Jerozolimy obchodzi wspomnienie obowiązkowe św. Epifaniusza w parafiach i domach zakonnych na Cyprze z własnym czytaniem w Godzinie czytań. Wspomnienie to obowiązuje również w klasztorach Kustodii Ziemi Świętej na Cyprze. W Godzinie czytań odczytuje się fragment z Ankyrotos (43,30-31; PG 41,1054-1055). Poza Cyprem obchodzi się wspomnienie dowolne.

## Dzieła
Prace Epifaniusza są źródłem wielu informacji o wczesnym chrześcijaństwie, szczególnie o herezjach. Najważniejsze to: Panarion (o herezji) oraz Ankyrotos (o Trójcy Świętej).
- Największe dzieło, Panarion („Apteczka domowa”; łac. Contra haereses panaria)[2], napisane zostało między rokiem 374 a 376. Autor opisał w nim 80 herezji, z których 20 należało do okresu przedchrześcijańskiego. Sama nazwa dzieła określa jego cel: zapobieganie herezjom lub leczenie duszy ze skutków ich jadu. Określenie herezji autor zaczerpnął ze źródłowych dzieł heretyków, przytaczając obszerne ich fragmenty. Dzięki temu ocalało wiele tekstów skazanych na zniszczenie. Również uratowało się w ten sposób wiele fragmentów chrześcijańskich pisarzy, jak np. wypisy greckie z Ireneusza czy Hipolita. Hieronim, który jako pierwszy zestawił w jednym dziele pisarzy chrześcijańskich, napisał o Epifaniuszu i jego głównym dziele w następujących słowach:

Epifaniusz, biskup Salaminy, ułożył dzieło przeciw wszystkim herezjom i wiele innych, które wykształceni chętnie czytają dla treści, a prości dla piękna słów.

- Ankyrotos („Zakotwiczony”; łac. Ancoratus), traktat napisany w 374 r. Głównym tematem jest nauka o Trójcy Świętej, szczególnie o Duchu Świętym i o wcieleniu i zmartwychwstaniu Chrystusa. Przedstawiając prawowierną naukę Kościoła o Trójcy Świętej, przeciwstawił się doktrynom Ariusza, Apolinarego z Laodycei, Orygenesa i Manesa, Marcjona i Sabeliusza. Zwalczał także alegoryczną egzegezę Orygenesa zastosowaną do pierwszych rozdziałów Księgi Rodzaju.

Dzieło to napisał 7 lat przed Soborem konstantynopolitańskim (381 r.) i umieścił w nim, w rozdz. 118,9–13, wyznanie wiary, które jest praktycznie identyczne z przyjętym przez ten Sobór Symbolem konstantynopolskim. Jedna z poważnych hipotez postuluje go jako autora tego najpopularniejszego credo w Chrześcijaństwie.
- Peri metron kai stathmon („Miary i ciężary”). Jest to rodzaj podręcznika do studiów biblijnych (słownik, geografia, symbolika). Autor wypowiada się na temat biblijnych miar i wag, różnych wersji Starego Testamentu oraz geografii Palestyny.
- Peri ton dodeka lithon („O dwunastu drogocennych kamieniach szaty Aarona”). Jest to apologetyczna interpretacja znaczenia kamieni szlachetnych oraz wykład o ich zastosowaniu w medycynie.
- List do Biskupa Jana – w którym ukazuje argumenty przemawiające za zakazem czci obrazów[5].

Teologia Epifaniusza nie jest oryginalna, ale typowa dla wiary Kościoła IV wieku. Dla mariologów istotne jest jego przekonanie, że Matka Boska nie umarła, a dowodem tego jest brak jej grobu na terenach palestyńskich (Panarion).